# Marineland (Florida)
Marineland es un pueblo ubicado en el condado de Flagler en el estado estadounidense de Florida. En el Censo de 2010 tenía una población de 16 habitantes y una densidad poblacional de 23,14 personas por km².

## Geografía
Marineland se encuentra ubicado en las coordenadas 29°39′53″N 81°12′50″O / 29.66472, -81.21389. Según la Oficina del Censo de los Estados Unidos, Marineland tiene una superficie total de 0.69 km², de la cual 0.69 km² corresponden a tierra firme y (0%) 0 km² es agua.

## Demografía
Según el censo de 2010, había 16 personas residiendo en Marineland. La densidad de población era de 23,14 hab./km². De los 16 habitantes, Marineland estaba compuesto por el 100% blancos, el 0% eran afroamericanos, el 0% eran amerindios, el 0% eran asiáticos, el 0% eran isleños del Pacífico, el 0% eran de otras razas y el 0% pertenecían a dos o más razas. Del total de la población el 0% eran hispanos o latinos de cualquier raza.